# عبود الصالح
عبود علاوي الصالح دكتور مهندس زراعي سوري، نائب سابق في مجلس الشعب، أستاذ الصناعات الغذائية في كلية الزراعة بجامعة الفرات، ورئيس جامعة الفرات.
ولد في مدينة الميادين بريف محافظة دير الزور في سوريا ودرس الهندسة الزراعية وحاز درجة الدكتوراة في علوم وتقنيات الإنتاج الزراعي بعلوم الإغذية وتصنيع وخزن محاصيل الحبوب من كلية العلوم بجامعة نانت، فرنسا.
عمل محاضراً في جامعة بيير وماري كوري (باريس)، ورئيساً لقسم الصناعات الغذائية في كلية الزراعة بدير الزور عدة مرات، ومستشاراً علمياً لمنظمة إيكاردا وباحثاً زائراً في هيئة البحوث الزراعية الكندية.
انتخب عضواً في مجلس الشعب السوري نائباً عن محافظة دير الزور، قطاع العمال والفلاحين، عن حزب البعث العربي الاشتراكي عام 2003 للدور التشريعي السابع والثامن على التوالي. في مجلس الشعب، انتخب رئيساً للجنة الزراعة الري خلال الدور التشريعي الثامن.
انتخب عام 2005 عضواً في اللجنة المركزية لحزب البعث.
عام 2006، تم تعيينه رئيساً لجامعة الفرات.
له الكثير من المؤلفات والأبحاث في الكيمياء الحيوية وتصنيع المحاصيل الزراعية.